# أبو محمد الشاطبي
الشاطبي القاسم بن فِيرُّهْ – بكسر الفاء، بعدها ياء مثناة تحتية ساكنة، ثم راء مشددة مضمومة، بعدها هاء؛ ومعناه بلغة عجم الأندلس: الحديد – ابن خلف بن أحمد أبو القاسم، وأبو محمد الشاطبي الرُّعَيني، الضَّرير، وليُّ الله الإمام العلَّامة، أحد الأعلام الكبار المشتهرين في الأقطار. وهو من علماء المسلمين أهل السنَّة والجماعة وأبرز علماء القراءات.

## نشأته وتربيته
هو أبو محمد القاسم بن فِيرُّهْ بن أحمد الشاطبي الرُّعَيني (نسبة إلى ذي رعين أحد أقيال اليمن). والشاطبي: بفتح الشين المعجمة وبعد الألف طاء مكسورة مهملة وبعدها باء موحدة، هذه النسبة إلى شاطبة، وهي مدينة كبيرة ذات قلعة حصينة بشرق الأندلس، خرج منها جماعة من العلماء، استولى عليها الفرنج في العشر الأخير من شهر رمضان، سنة خمس وأربعين وستمئة.

## ولادته
ولد عام 538 هـ في مدينة شاطبة بالأندلس، كف بصره صغيرًا، وعنيت به أسرته، فحفظ القرآن الكريم، وتعلم طرفًا من الحديث والفقه، واتجه إلى حلقات العلم التي كانت تعقد في مساجد شاطبة، ومالت نفسه إلى علم القراءات، فتلقاها على أبي عبد الله محمد بن أبي العاص النفزي، ثم شد رحاله إلى بلنسية وكانت من حواضر العلم في الأندلس. وممن كناه أبا القاسم كالسخاوي وغيره، لم يجعل له اسماً سواها. والأكثرون على أنه أبو محمد القاسم.

## في بلنسية
رحل إلى بلنسية بالقرب من بلده، فعرض بها التيسير من حفظه والقراءات على الإمام ابن هذيل وسمع منه الحديث وروى عنه وعن أبي عبد الله محمد بن أبي يوسف بن سعادة، صاحب أبي علي الحسين بن سكرة الصدفي؛
وعن الشيخ أبي محمد عاشر بن محمد بن عاشر، صاحب أبي محمد البطليوسي؛ وعن أبي محمد عبد الله بن أبي جعفر المرسي؛ وعن أبي العباس بن طرازميل؛ وعن أبي الحسن عليم بن هاني العمري، وأبي عبد الله محمد بن حميد، أخذ عنه «كتاب سيبويه» و«الكامل» للمبرد و«أدب الكاتب» لابن قتيبة وغيرها؛
وعن أبي عبد الله محمد بن عبد الرحيم، وأبي الحسن ابن النعمة صاحب كتاب: «ريّ الظمآن في تفسير القرآن»، وعن أبي القاسم حبيش صاحب عبد الحق بن عطية، صاحب التفسير المشهور، ورواه عنه.

## رحلة الحج
ثم رحل للحج؛ فسمع من أبي طاهر السلفي بالإسكندرية وغيره. ولما دخل مصر، أكرمه القاضي الفاضل وعرف مقداره، وأنزله بمدرسته التي بناها بدرب الملوخيا داخل القاهرة، وجعله شيخها، وعظمه تعظيماً كثيراً، فجلس بها للإقراء، وقصده الخلائق من الأقطار، وبها أتم نظَم هذا المتن المبارك.
ونظم – أيضًا – قصيدته الرائية المسماة: «عقيلة أتراب القصائد، في أسنى المقاصد» في علم الرسم، وقصيدة أخرى تسمى «ناظمة الزهر» في علم عدد الآي. وقصيدة دالية خمسمائة بيت لـخَّصَ فيها «التمهيد» لابن عبد البر.
ثم إنه لما فتح الملك الناصر صلاح الدين يوسف بيت المقدس، توجه فزاره سنة /589 هـ/، ثم رجع فأقام بالمدرسة الفاضلية يُقرئ حتى تُوفي.

## قيل عنه
وكان إماماً كبيراً، أعجوبة في الذكاء، كثير الفنون، آية من آيات الله، غاية في القراءات، حافظاً للحديث، بصيراً بالعربية، إماماً في اللغة، رأساً في الأدب، مع الزهد والولاية، والعبادة، والانقطاع والكشف، شافعي المذهب، مواظباً على السُّنَّة؛
قال ابن خلكان: «كان إذا قُرئ عليه صحيح البخاري ومسلم والموطأ، تُصحح النسخ من حفظه». بلغنا أنه وُلد أعمى. ولقد حكى عنه أصحابه ومن كان يجتمع به عجائباً! وعظموه تعظيماً بالغاً، حتى أنشده الإمام الحافظ أبو شامة الدمشقي من نظمه في ذلك:
وذكر بعضهم: أن الشاطبي كان يُصلي الصبح بالفاضلية، ثم يجلس للإقراء، فكان الناس يتسابقون إليه، وكان إذا قعد لا يزيد على قوله: من جاء أوَّلاً فليقرأ؛ ثم يأخذ على الأسبق فالأسبق؛ وكان لا يتكلم إلاََّ بما تدعو الضرورة إليه.
ولا يجلس للإقراء إلا على طهارة، في هيئة حسنة وخضوع واستكانة، ويمنع جلساءه من الخوض إلا في العلم والقرآن؛
وكان يعتل العلة الشديدة ولا يشتكي، ولا يتأوَّه؛ وإذا سُئل عن حاله قال: العافية؛ لا يزيد على ذلك. اهـ.

## طلابه
وممن قرأ عليه هذا النظم المبارك، وعرض عليه ما تضمنه من القراءات: الإمام أبو الحسن علي بن محمد بن عبد الصمد السخاوي، وهو أجلُّ أصحابه وكان أنبغ تلاميذه، وانتهت إليه رئاسة الإقراء بعد شيخه،؛ والإمام أبو عبد الله محمد بن عمر القرطبي، والسديد عيسى بن مكي، ومرتضى بن جماعة، والكمال علي بن شجاع الضرير، وهو صهره؛ والزَّيْن محمد بن عمر الكردي، وأبو القاسم عبد الرحمن بن سعيد الشافعي، وعيسى بن يوسف بن إسماعيل المقدسي، وعلي بن محمد بن موسى النجيبي وعبد الرحمن بن إسماعيل التونسي.
وممن سمع عليه، وقرأ عليه بعض القراءات: الإمام أبو عمرو عثمان بن عمر بن الحاجب، والشيخ أبو الحسن علي بن هبة الله بن الجميزي، وأبو بكر محمد بن وضَّاح اللخمي، وعبد الله بن عبد الوارث بن الأزرق، وهو آخر أصحابه موتاً.

## منظومة الشاطبية
هذا النظم المبارك المشهور بحرز الأماني ووجه التهاني للإمام الورع القاسم بن فيره بن خلف الشاطبي الرعيني جمع ناظمه ما تواتر عن القراء السبعة
وهي من أوائل القصائد التي نظمت في علم القراءات إن لم تكن أولها على الإطلاق وفضلا عن أنها حوت القراءات السبع المتواترة فهي تعتبر من عيون الشعر بما اشتملت عليه من عذوبة الألفاظ ورصانة الأسلوب وجودة السبك وحسن الديباجة وجمال المطلع والمقطع وروعة المعنى وسمو التوجيه وبديع الحكم وحسن الإرشاد فهي بحق كما قال العلامة ابن الجزري
ومن وقف على قصيدته علم مقدار ما آتاه الله في ذلك خصوصا اللامية التي عجز البلغاء من بعده عن معارضتها فإنه لا يعرف مقدارها إلا من نظم على منوالها أو قابل بينها وبين ما نظم على طريقها ولقد رزق هذا الكتاب من الشهرة والقبول ما لا أعلمه لكتاب غيره في هذا الفن بل أكاد أن أقول ولا في غير هذا الفن فإنني لا أحسب بلدا من بلاد الإسلام يخلو منه بل لا أظن أن بيت طالب علم يخلو من نسخة به
ولقد تنافس الناس فيها ورغبوا من اقتناء النسخ الصحاح منها وبالغ الناس في التغالي فيها حتى خرج بعضهم بذلك عن حد أن تكون لغير معصوم
ويقول الإمام الذهبي في كتابه معرفة القراء الكبار:
ولقد سارت الركبان بقصيدته حرز الأماني وعقيلة أتراب القصائد اللتين في القراءات والرسم وحفظهما خلق لا يحصون وخضع لها فحول الشعراء وكبار البلغاء وحذاق القراء فلقد أبدع وأوجز وسهل الصعب
لذا تلقاها العلماء في سائر الأعصار والأمصار بالقبول الحسن وعنوا بها أعظم عناية
من مقدمة محمد تميم الزعبي
تعود شهرة الشاطبي إلى منظومته «حزر الأماني ووجه التهاني» في القراءات السبع، وهي قراءات نافع إمام أهل المدينة، وابن كثير إمام أهل مكة، وأبي عمرو بن العلاء بن العلاء إمام أهل البصرة، وعاصم وحمزة والكسائي أئمة أهل الكوفة، وابن عامر إمام أهل الشام. وجاء عنه قال: لا يقرأ أحد قصيدتي هذه إلا وينفعه الله، لأنني نظمتها لله.
ومتن الشاطبية، ذلك النظم المدهش، نجد الشاطبي لم يكتف بالقراءات فحسب، بل ضمن منظومته العديد من الفوائد النحوية، واللغوية، والإشارت الوعظية، والاقتباسات الحديثية.
والشاطبية قصيدة لامية اختصرت كتاب «التيسير في القراءات السبع» للإمام أبي عمرو الداني المتوفى سنة (444هـ= 1052م)، وقد لقيت إقبالا منقطع النظير، ولا تزال حتى يومنا هذا العمدة لمن يريد إتقان القراءات السبع، وظلت موضع اهتمام العلماء منذ أن نظمها الشاطبي رواية وأداء، وذلك لإبداعها العجيب في استعمال الرمز وإدماجه في الكلام، حيث استعمله عوضًا عن أسماء القراء أو الرواة، فقد يدل الحرف على قارئ واحد أو أكثر من واحد، وهناك رموز ومصطلحات في المنظومة البديعة، لا يعرفها إلا من أتقن منهج الشاطبي وعرف مصطلحه، وقد ضمّن في مقدمة المنظومة منهجه وطريقته، ومن أبياتها:
ولم يحظ كتاب في القراءات بالعناية التي حظيت بها هذه المنظومة، حيث كثر شُراحها وتعددت مختصراتها، ومن أشهر شروح الشاطبية:
1. فتح الوصيد في شرح القصيد لـ "علم الدين السخاوي"، المتوفى سنة 643هـ= 1245م.
2. وإبراز المعاني من حرز التهاني لـ "أبي شامة"، المتوفى سنة 665هـ= 1266م.
3. وكنز المعاني في شرح حرز الأماني ووجه التهاني لـ "الجعبري"، المتوفى سنة 732هـ=1331م.
4. وسراج القارئ المبتدئ وتذكار المقرئ المنتهي لـ "ابن القاصح"، المتوفى سنة 801هـ= 1398م.
5. وتقريب النفع في القراءات السبع للشيخ "علي محمد الضباع"، شيخ عموم المقارئ المصرية، المتوفى سنة 1380هـ= 1961 م.
6. والوافي في شرح الشاطبية لـ "عبد الفتاح القاضي"، المتوفى سنة 1403هـ= 1982م.

وقد بارك الله له في تصنيفه، لا سيما هذا النظم المبارك، فلقد رُزق من القبول والشهرة، ما لا نعلمه لكتاب غيره في هذا الفن، حتى صارت جميع بلاد الإسلام لا تخلو منه، ولقد بالغ أكثر الناس في التغالي فيه، وأخذ أقواله مُسلَّمة، واعتبار ألفاظه منطوقاً ومفهوماً، وتجاوز بعض الحد فزعم أن ما فيها هو القراءات السبع، وأن ما عدا ذلك لا تجوز القراءة به! وقد شرحه كثير من الأئمة المعتبرين، منهم: برهان الدين إبراهيم بن عمر الجعبري، وشمس الدين الكوراني، وشمس الدين الفناري، وعلم الدين علي بن محمد السخاوي المصري، وأبو شامة عبد الرحمن بن إسماعيل النحوي، وأبو عبد الله محمد بن أحمد – المعروف بشعلة الموصلي – وعلاء الدين بن عثمان المعروف بابن القاصح البغدادي، وأبو عبد الله محمد بن الحسن بن محمد الفاسي، وعماد الدين علي بن يعقوب الموصلي، وجمال الدين بن علي الحصني، وأبو العباس أحمد بن محمد القسطلاّني المصري، وأبو العباس أحمد بن علي الموصلي، وتقي الدين عبد الرحمن بن أحمد ا

## مؤلفاته
- متن الشاطبية[6]
- عقيلة أتراب القصائد في أسنى المقاصد[6]
- ناظمة الزُّهر في أعداد آيات السُّور[6]

## الإمام الشاطبي في مصر
ذكرت كتب التراجم أن الإمام الشاطبي انتقل إلى مصر بعد ما جاوز الثلاثين من عمره، وكان انتقاله عام (572هـ).
وكان وصول الإمام الشاطبي إلى مصر بعد استقلال صلاح الدين الأيوبي بالحكم في مصر وقيام الدولة الأيوبية، بعد أن كانت وزارة صلاح الدين الأيوبي تابعة لنور الدين محمود زنكي في الشام، ولما فتح صلاح الدين بيت المقدس في هذه المعركة توجه الإمام الشاطبي إلى بيت المقدس، وصلى به وصام فيه رمضان واعتكف.
ولما دخل الشاطبي مصر استقبله القاضي الفاضل عبد الرحيم بن علي اللخمي فأكرمه وبالغ في إكرامه، وأنزله بمدرسته التي بناها بدرب الملوخية داخل القاهرة، وجعله شيخها، وبقي الإمام الشاطبي بها يُقْرِئ القراءات إلى أن توفاه الله.